# Gare d'Aigle
Ne doit pas être confondu avec Gare de L'Aigle.
La gare d’Aigle est la principale gare ferroviaire desservant la commune d’Aigle dans le canton de Vaud, en Suisse.

## Situation ferroviaire
Établie à 405 m d'altitude, la gare d'Aigle est située au point kilométrique 39,31 de la ligne du Simplon (100) des Chemins de fer fédéraux (CFF). Elle se situe entre la gare de Roche VD et la gare de Bex. Elle est aussi la principale gare des Transports publics du Chablais (TPC) d’où partent les lignes Aigle-Leysin (AL), Aigle-Ollon-Monthey-Champéry (AOMC) et Aigle-Sépey-Diablerets (ASD).

## Histoire

Des soldats du bataillon de montagne 8 à la gare d'Aigle en 1914-1918.

La gare d'Aigle est inaugurée en 1858, lors de l'arrivée du premier train de la Compagnie de la Ligne d'Italie entre Villeneuve et Bex.
En 1901, la gare devient un carrefour ferroviaire avec l'ouverture de la ligne Aigle – Leysin. En 1907, la ligne Aigle – Le Sépey – Les Diablerets est ouverte, puis en 1914, la ligne Aigle – Ollon - Monthey.

## Description

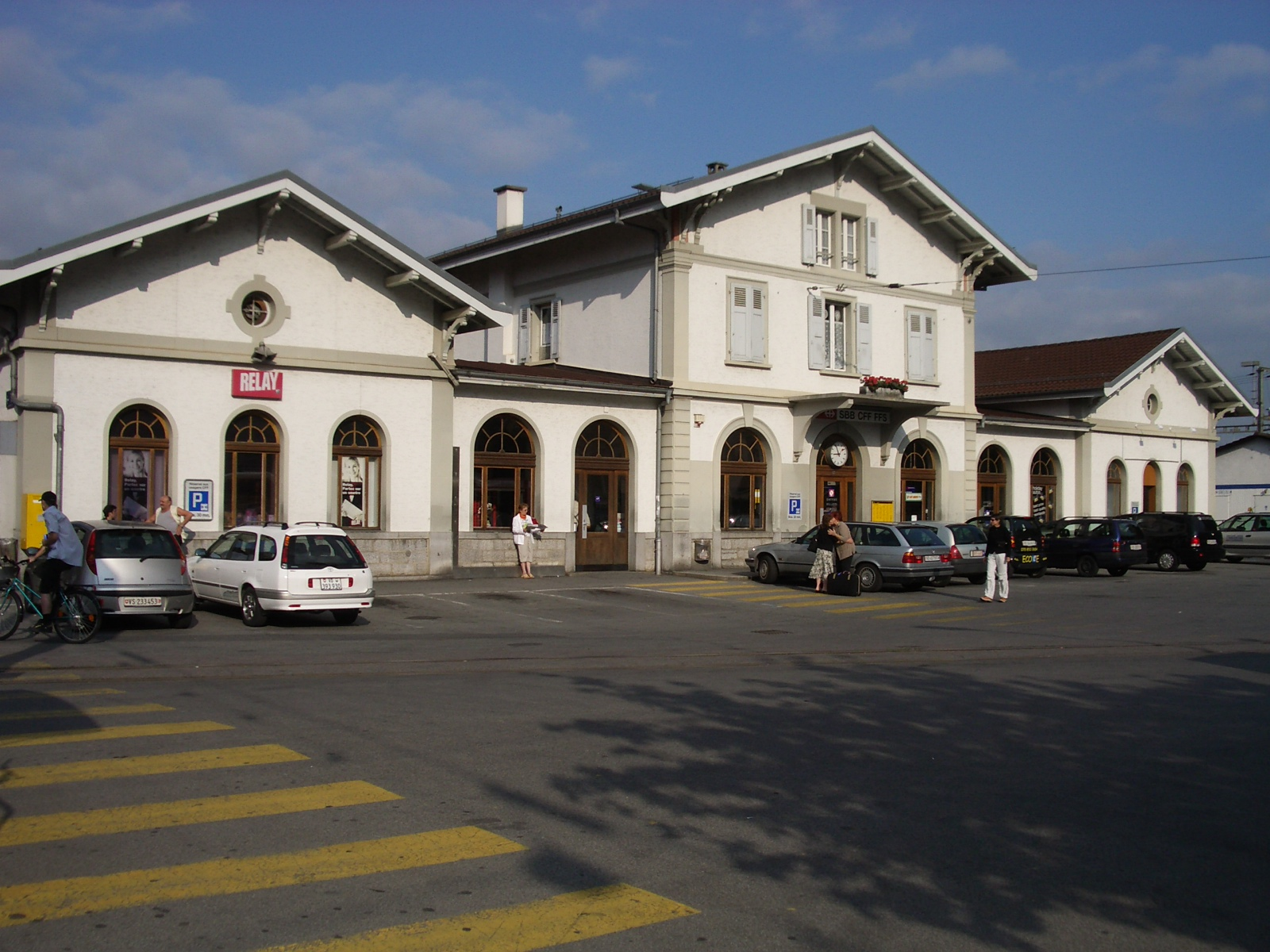
La gare d'Aigle en août 2006.

La gare d’Aigle comporte deux types de voies ferrées différentes : des voies normales (1435 mm) pour la ligne du Simplon des Chemins de fer fédéraux et des voies métriques pour les lignes AL (à crémaillère Abt depuis le dépôt), ASD et AOMC des Transports publics du Chablais. Aucune de ces trois lignes ne possèdent leur dépôt à la gare d’Aigle. Ceux de l’AL et de l’ASD sont situés à l’est d’Aigle avant le début de l’ascension de leur ligne respective, celui de l’AOMC est situé En Châlex entre Aigle et Ollon. Avant 2006 et la construction d'un nouveau tronçon de voie entre la gare d'Aigle et le dépôt AOMC En Châlex, toutes les lignes des TPC débutaient par une voie intégrée à la route.
Les bâtiments des gares d'Aigle, de Bex et de Villeneuve ont été dessinés par le même architecte. Le bâtiment de la gare d'Aigle est inscrit comme bien culturel suisse d'importance régionale.

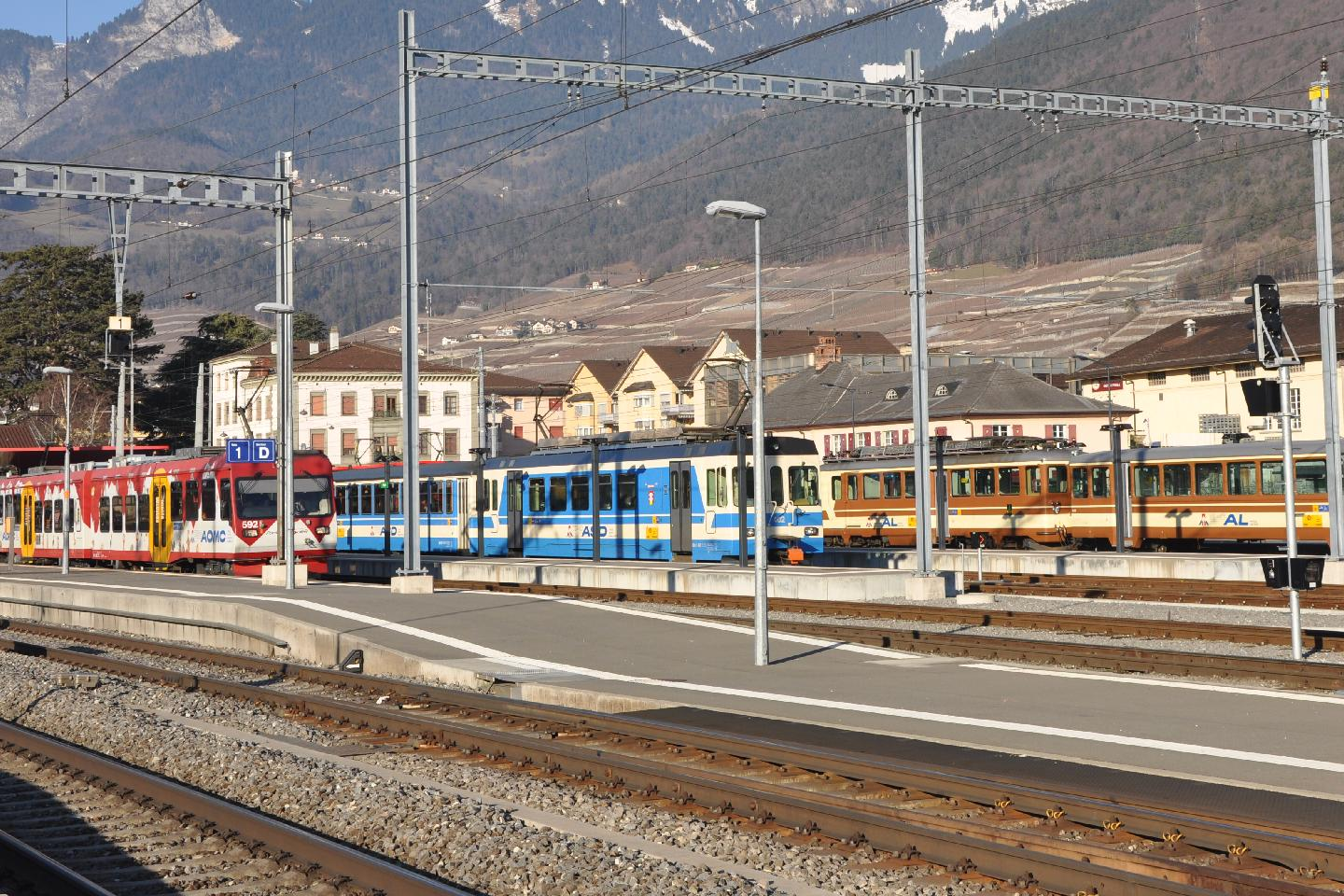
Des rames AOMC, ASD et AL dans leurs anciennes livrées en gare d'Aigle en 2010.
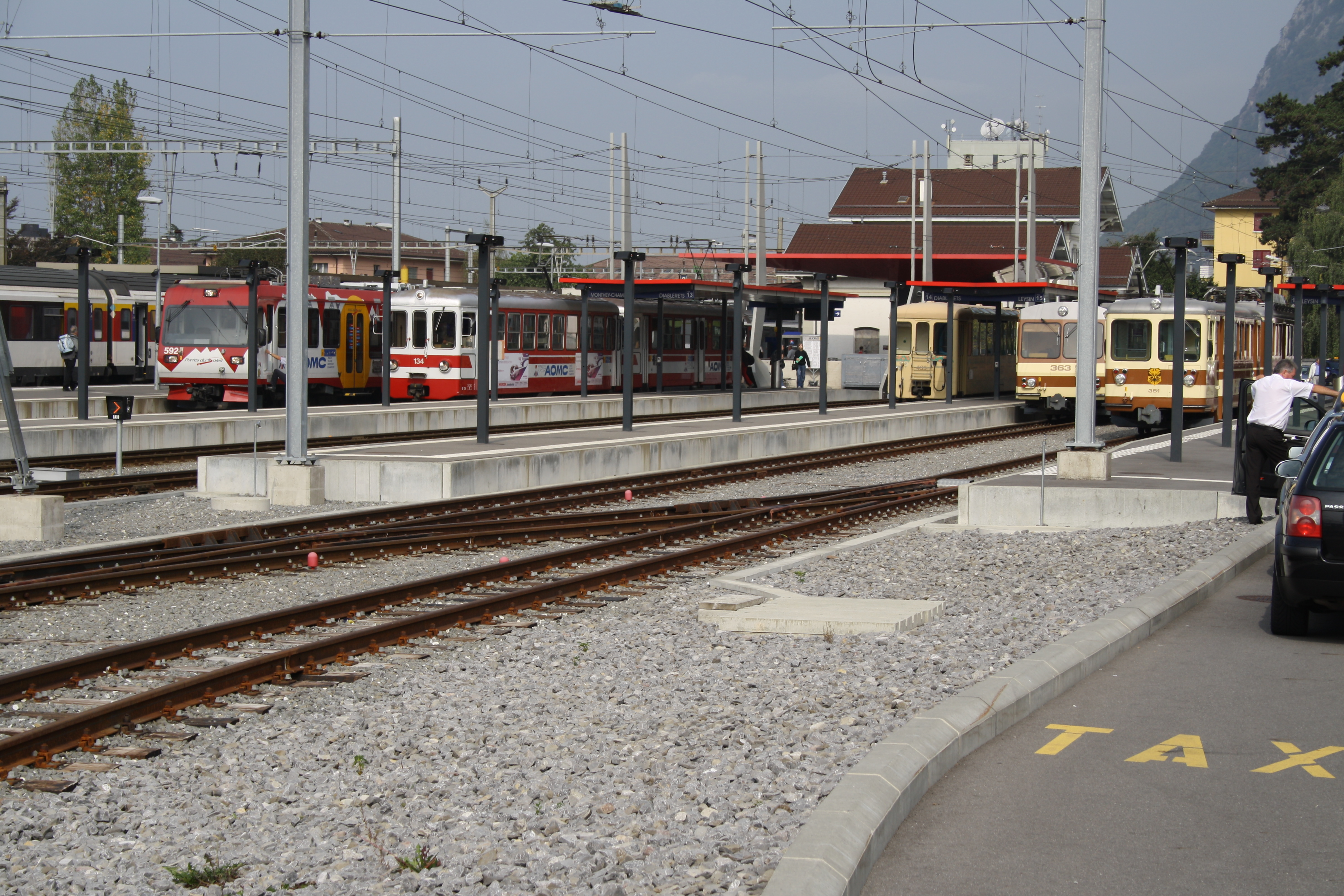
La gare d'Aigle en septembre 2009, vue des voies des TPC avec, au dernier plan, un Interregio sur la voie 1 des CFF.
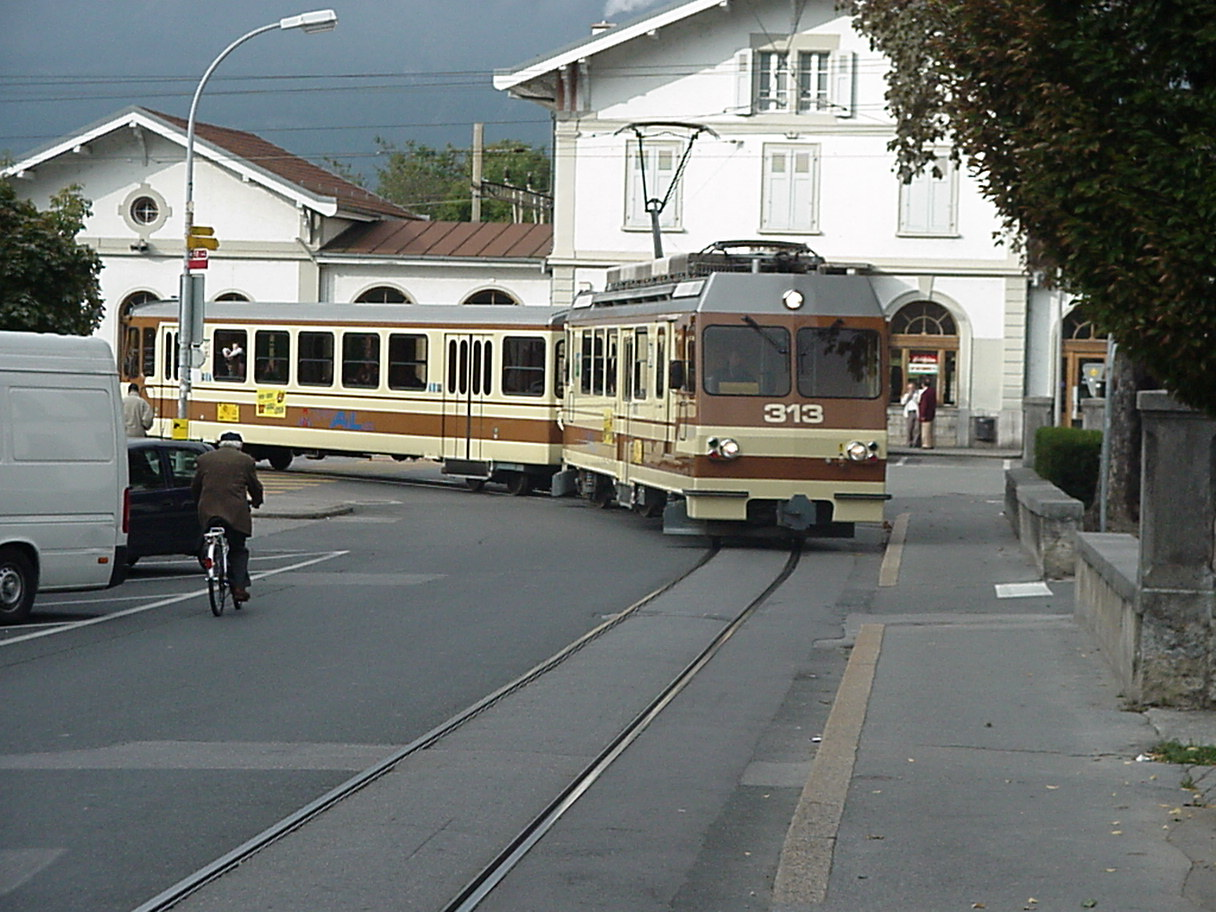
L'automotrice BDeh 4/4 313 La Berneuses de l'AL quittant la gare d'Aigle et s'engageant dans la rue de la Gare en direction de la halte Aigle-Place du Marché en 2003.
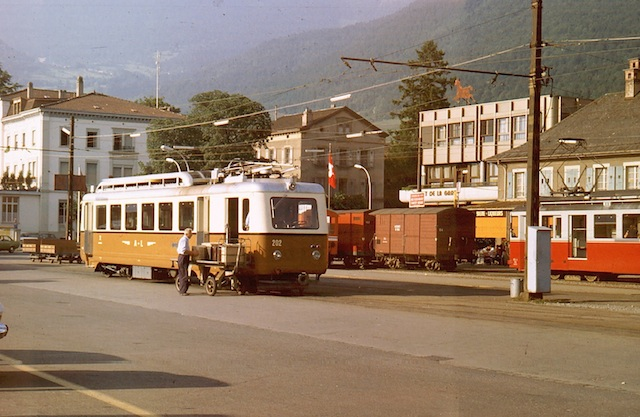
Une automotrice BDeh 2/4 202 de l'AL sur la place de la Gare en 1979.
Des troupes du régiment d'infanterie de montagne 5 bâtant des chevaux à la gare d'Aigle en 1914-1918.

## Liaisons
Les liaisons sont assurées depuis la gare d'Aigle par les CFF avec les lignes InterRegio IR90 et IR95 de Genève-Aéroport à Brigue, et la ligne RegioExpress RE33 reliant deux fois par heure Annemasse (ou Genève-Aéroport) à Saint-Maurice et jusqu'à Martigny chaque heure.
Les lignes R3 et R4 du RER Vaud desservent aussi la gare d'Aigle, qui était leur terminus jusqu'en 2024. Dès l'horaire 2025, ces lignes ont été prolongées jusqu'à Bex. 
La gare est également desservie par les lignes AL, ASD et AOMC des Transports publics du Chablais.

### Matériel roulant
| Exploitant          | Catégorie    | Matériel roulant |
| ------------------- | ------------ | --- |
| Liaisons nationales |              | |
| SBB CFF FFS         | InterRegio   | Re 460 + rame réversible VU IV Re 460 + rame tractée VU IV |
| Liaisons régionales |              | |
| SBB CFF FFS         | RegioExpress | RBDe 560 Domino |
| TPC                 | AL           | Automotrices: Arseh 2/4 201(HS), BDeh 4/4 301 et 302, BDeh 4/4 311 - 313 Locomotive: HGem 2/2, Te 2/2 1101, He 2/2 12 (HS) Voitures avec cabine de commande: Bt |
| TPC                 | ASD          | Automotrices: ABDe 4/4 1 et 2, BDe 4/4 401 - 404 Automotrices-doubles: Beh 4/8 Voitures avec cabine de commande: Bt                                             |
| TPC                 | AOMC         | Automotrices-doubles: Beh 4/8 591 - 592, Beh 2/6 541 - 547 "GTW" Locomotive : HGem 2/2                                                                          |

### Correspondances
Transports publics du Chablais (TPC)
- Ligne 111 Aigle - Yvorne - Roche - Rennaz - Villeneuve

- Ligne 140 Aigle (interne à la commune)

- Noctibus Aigle - Collombey - Monthey - Bex - Ollon - Aigle - Yvorne - Roche - Rennaz - Villeneuve

CarPostal
- Ligne 141 Aigle - Vionnaz – Saint-Gingolph

- Ligne 142 Aigle – Vionnaz – Torgon

- Ligne 143 Aigle – Yvorne - Corbeyrier - (Luan)

- Ligne 144 Aigle – Ollon - Villars-sur-Ollon